# 半熟少年
《半熟少年》（英語：Fight For Fever），2018年台灣網路偶像劇。由王柏人、許明杰、安婕希領銜主演，新銳導演馮于倫執導，LUVE TV於2018年4月13日播出。

## 播出時間

### 首播
| 頻道    | 所在地 | 播映日期      | 播出時間     |
| ------- | ------ | ------------- | ------------ |
| LUVE TV | 臺灣   | 2018年4月13日 | 每週五 20:00 |
| YouTube | 臺灣   | 2018年5月14日 | 每週一 20:00 |

## 製作
|                    | 面對現實那無所畏懼的幼稚，半熟 |
| ——《半熟少年》海報 |                                |

### 故事大綱
來自三個不同家庭背景的高中生，想掙脫束縛，完成燃燒信仰的旅程。
故事是圍繞著北一高的拳霸─王柏人(脖子)發展，他因為一場拳霸大賽的勝利，讓他成為了北一高最受景仰風雲人物，也是最想幹掉的目標。在某次期中考的作弊中，脖子發現自己意外的喜歡上同班一年的校花-葉子妤，也意外被夥伴們發現脖子其實是得了一種病，就是當他遇到喜歡的女生便會顏面神經失調、四肢僵硬，所以當脖子在面對葉子妤的時候總是會鬧了一堆的笑話...後來學校轉來了一位富二代楊子敬，因為母親是家長會會長的關係，所以也造就了楊子敬在學校蠻橫霸道的行為，教官也拿他沒轍。在某次事件中，讓楊子敬意外認識到了北一高的拳霸─王柏人，因此雙方就在天台上揭開了決鬥的序幕...

### 創作理念
當我們了解青春是怎麼一回事的時候，我們也遠離的青春。
年輕求學時，我們總是對我們身上制服充滿著不滿，我們總希望上學能夠穿著自己的便服，但長大後，我們沒有任何束縛，但並沒有感到自由的感覺，長大後反而覺得青春給我們的「幼稚」顯得更為珍貴且成熟。
半熟，何為半熟? 
網劇的主軸核心為「面對現實那無所畏懼的幼稚，半熟」，半熟少年整部片引用了拳王阿里的名言：「活著並不是為了過每一天，而是讓每一天真正的活著」，半熟少年希望傳達給的不單單只是要觀眾堅持夢想，而是更希望觀眾看完能夠堅定自己的信仰，而在堅信過程中學習到的各種狀況才是重要的；長大後我們會因為現實壓力不管時間、金錢甚至是各位友情、親情等狀況放棄、改變自己所堅定的信仰，而這信仰並非指的是宗教，而是自己對自己的堅持，例如片中主角王柏人的信仰就是希望真正獲得拳霸大賽的勝利，變成一位強者；主角楊子敬的信仰就是能夠擺脫家人給予的束縛與保護，真正的過著日子想要的青春；主角葉子妤的信仰就是對音樂無怨無悔的付出；但是因為現實狀況三位主角都面臨放棄自己的信仰，但他們的幼稚與無畏讓他們繼續走向夢想的道路，即使最後沒有成功，但也不後悔與埋怨，每個人都有屬於自己的青春，而也沒有誰能改變誰的信仰。

## 演員列表

### 主要演員
| 演員   | 角色   | 介紹 |
| 王柏人 | 王柏人 | 本名王柏人，出身單親家庭，父親是警察，個性天生好強，他是北一高史上最快成為拳霸的人，但因一場失敗右手被割了一個X的傷疤，讓他開始追求一場屬於自己的勝利，擺脫永遠落印在身上的疤；他天生患有的顏面失調症，每當看到喜歡的人會全身會麻痺無法言語僵硬臉部抽蓄失調，而他無意間看到校花葉子妤發現自己喜歡葉子妤，於是決定讓自己克服內心的障礙，他也因為看不慣富家弟子楊子敬的作風而與楊子敬產生對立，他在高二暑假前有許多的體悟與轉折，原來重要的不是勝利而是追求勝利的過程。 |
| 許明杰 | 楊子敬 | 楊子敬，轉過十三間學校，只要他在學校或被老師處罰或與同學處得不開心，他家財萬貫的家長會長母親就會把那間學校給買了，所以北一高的教官老師們都把楊子敬捧在手掌心，但從小到大被保護的楊子敬很想逃離母親的控制與保護，於是在北一高打架頂罪挑釁拳霸王柏人，但因為王柏人毫無畏懼自己的強大的背景而挑戰讓楊子敬在某層面欣賞王柏人，後來才發現原來王柏人的出現終於能做真正自己，終於擁有屬於自己的青春。                                                                        |
| 安婕希 | 葉子妤 | 北一高校花也是糾察隊，父親是律師，他希望子妤大學能考取台大法律系，但平時文靜的子妤最喜歡的是音樂，吉他是她最擅長與喜歡的樂器，夢想是考進音樂系，爸媽總是百般的阻止她玩音樂。有次她為了阻止一場鬥毆讓自己最心愛的吉他摔壞，也慢慢的開始產生放棄音樂這條路的念頭。 |

### 其他演員
| 演員   | 角色                 | 介紹 |
| Gino   | 莊勁宥               | 與王柏人同夥，目標成為拳霸曾經下50次挑戰書給王柏人，但沒一次打贏，也因為崇拜王柏人與他成為好友。 |
| 華仔   | 劉智華               | 與王柏人同夥，數理超強，任何大小事都能分析，偶像是愛因斯坦，時常把他的名言掛嘴邊 |
| 蔡阿嘎 | 班導師               | 北一高二年甲班班導，全校最機車也是作弊抓最兇的老師，但伶牙俐嘴的他是典型的刀子口豆腐心，課堂上罵完學生下課還會找學生談心，有次因為幫助王柏人避免教官的體罰，讓王柏人感動在心。 |
| 王自強 | 王教官               | 非常勢利的教官，許多頭痛學生的夢魘，但他非常保護乖巧的學生，因為王柏人長期抗議不公平的體制，讓他非常頭痛，所以只要逮到機會就極其所能的處罰脖子。家長會長為了希望教官能照顧寶貝兒子楊子敬多次用官位威脅教官，一開始唯命是從的教官經過許多事情後對王柏人慢慢有了改變。                                           |
| 范瑞君 | 楊子敬母親、家長會長 | 非常富有的媽媽，丈夫長期在外地工作，所以獨力扶養楊子敬，她視楊子敬為第二生命，為了讓子敬快樂的學習成長，只要在學校遇到不開心的事就會讓子敬轉學；有次因為不滿楊子敬跟王柏人在校打架，威脅教官讓王柏人退學，但她的付出對楊子敬造成許多壓力，也因為跟楊子敬的一場吵架，發現自己的過度溺愛，似乎已造成更多的傷害。 |
| 琇琴   | 葉子妤母親           | 葉子妤的母親，一個想法傳統母親，為了希望葉子妤能有好的未來，一直不希望葉子妤玩音樂，但後來因為看到葉子妤的一場表演，讓他發現原來女兒玩音樂的模樣是那麼的有自信與快樂，讓自己有點羞愧。 |
| 湯志偉 | 王柏人父親           | 王柏人的父親，警察同時也是單親爸爸，平時因為工作關係很少關心脖子，因為一通警告脖子要三支大過留校察看的電話，讓他開始重視脖子，也才發現自己原來那麼不了解兒子。 |
| 魏敏   | 曾政恬               | 葉子妤的好姐妹，葉子妤的大小事都知道。 |
| 邱欽章 | 拳霸學長             | |
| 尤予晰 | 保健室護士           | |
| 張祿浩 | 葉子妤父親           | |

### 客串演出
| 演員   | 角色       | 介紹 |
| 潘俊佳 | 中山高老大 | 中山高老大，因為在撞球店看不慣楊子敬的跋扈行為，因而與楊子敬結仇。                                                                             |
| 昌璟翔 | 地質學家   | 地質學家，華仔的哥哥，長期不在台灣，到處尋找稀有礦物，也因為在不斷找尋失敗的經驗中得到了許多心得，原來在找尋稀有礦物過程碰到的美景才是重要的。 |
| 銘銘就 | 小混混     | 楊子敬小弟 |

## 網路劇原聲帶
| 曲別   | 歌名       | 演唱者           | 作詞           | 作曲              |
| 片頭曲 | 根本沒在怕 | 脖子、Gino、華仔 | 邱景襄、詹潔如 | 廖晉儀            |
| 片尾曲 | 致我們青春 | 脖子             | GARY智麟       | GARY智麟          |
| 片尾曲 | 那天       | 安婕希           | 安婕希、張傑   | 張傑              |
| 插曲   | 只是朋友   | 車志立           | 邱景襄         | 藍毅恆、邱景襄    |
| 插曲   | 為什麼     | Gino             | GARY智麟       | GARY智麟          |
| 插曲   | 如果我們   | 許明杰           | 許明杰         | 藍毅恆            |
| 插曲   | 小塵埃     | 安婕希           | 吳易緯         | 生命樹樂團 小王子 |

## 製作團隊
- 導演組
- 導演-馮于倫
- 副導-賴宥廷、鄔鶴宏
- 場記-歐順
- 編劇-鄔鶴宏
- 原創故事-馮于倫、鄔鶴宏、賴宥廷
- 製片組
- 製片-邱盟鈞
- 執行製片-蔡旻樵
- 製片助理-鄭雅芳、蔡雅筑
- 攝影組
- 攝影指導-周賢晏
- 攝大助-林子堯
- 攝助-葛柏廷、張竣傑
- 二機攝影師-鄔鶴宏
- 二機攝助-林子群
- 空拍攝影-洋蔥@鏡花園
- 燈光組
- 燈光組-泰勝燈光設計工作室
- 燈光師-尤泰偉
- 燈光助理-粘峻嘉、王厚恩、洪梓銘、田竣榮
- 美術組
- 美術指導-張展嘉
- 美術助理-王瑋萱
- 司機大哥-彭佰偉
- 造型組
- 造型師-陳麒安
- 造型助理-林筱淇
- 服裝管理-蔡宛霖
- 梳化助理-鄭雅文、徐暘甯
- 成音組
- 成音組-方程式影工作室
- 收音師-繆曉帆
- 收音助理-葉秀能
- 動作組
- 動作組-Weekend FILM
- 動作導演-吳威毅
- 動作指導-林晉仕、林立揚
- 側拍花絮組
- 劇照師-謝棠堯
- 幕後花絮-WebTVAsia Taiwan
- 花絮剪接-翁林楷
- 現場攝影-朱品嫙、洪冠維、黃錫城、翁林楷
- 瑞士拍攝組-高度創意影像 Stay High Crew Production

## 外部連結
- 半熟少年的Facebook專頁